# Albert Koebele
Albert Koebele est un entomologiste américain d’origine allemande, né le 28 février 1853 à Siensbach sur Breisgau et mort le 28 décembre 1924 à Waldkirch.

## Biographie
On ne connaît que fort peu de choses sur sa jeunesse. Il vient assez jeune aux États-Unis et est naturalisé citoyen américain en 1880. La même année, il devient membre de la Société entomologique de Brooklyn (en). Il y rencontre Charles Valentine Riley (1843-1895) qui, impressionné par les connaissances entomologiques du jeune homme, l’engage durant l’hiver 1881 dans son service au sein du ministère américain de l’agriculture. Koebele travaille alors sur le Alabama argillacea (Hübner, 1823), un ravageur du coton en Géorgie et en Floride. Durant l’hiver 1882-1883, il accompagne John Casper Branner (en) (1850-1922) dans une expédition au Brésil où il récolte du matériel entomologique durant quatre mois.
À sa demande, il est transféré en Californie en 1855 et établit ses quartiers généraux à Alameda où il demeure durant trois ans. Koebele fait d’importantes récoltes, étudie les mœurs des insectes nuisibles ainsi que les insecticides. En 1886, il est le premier à proposer l’utilisation de résine contre la cochenille australienne (Icerya purchasi (Maskell, 1876)) alors que celle-ci ravageait la plantation de citronniers dans le sud de la Californie. Il expérimente également d’autres insecticides contre Hemiberlesia camelliae (en) (Signoret, 1869), la cochenille virgule du pommier (Lepidosaphes ulmi (Linnaeus, 1758)) et le puceron lanigère du pommier (Eriosoma lanigerum (Hausmann, 1802)).
Depuis 1881, la possibilité de lutter contre la cochenille australienne par ses ennemis naturels avait été envisagée sans pour autant que cette lutte biologique soit suivi d’effet. C’est C.V. Riley qui décide d’envoyer Koebele en Australie pour y étudier les prédateurs de cette cochenille. Il est accueilli, à son arrivée par l’entomologiste F. S. Crawford (en) (?-1890) à Adélaïde. Crawford lui indique le diptère parasite, Cryptochaetum iceryae Williston, 1888. Koebele envoie immédiatement 10 000 cochenilles dont 50 % sont parasitées par le diptère. Koebele s’intéresse aussi à la coccinelle Rodolia cardinalis (Mulsant, 1850) qu’il envoie immédiatement à Daniel William Coquillett (en) (1856-1911) qui en fait l’élevage. Des 514 adultes qu’il reçoit d’Australie, Coquillet réussit à obtenir 10 555 descendants qu’il implante dans les plantations. Les résultats sont extraordinaires.
Koebele revient d’Australie en mars 1889 et est envoyé à nouveau en Nouvelle-Zélande avec une bourse de 5 000 dollars. Il y étudie et récolte les coccinelles dont un certain nombre est envoyé en Californie. Après avoir séjourné plusieurs semaines en Australie, il part en Nouvelle-Calédonie où il étudie les mouches de la famille des Tachinidae parasites des sauterelles. Il propose d’en introduire dans les îles Fidji pour lutter contre le ravageur Pachytylus australis (hu) H. de Saussure, 1884. Il revient en Australie où il récolte à nouveau des coccinelles et revient à San Francisco le 5 août 1892. Son voyage permet d’introduire différentes espèces comme Halmus chalybeus (Boisduval, 1835), Orcus australasiae Boisduval, 1835, Rhyzobius ventralis (Erichson, 1843), Cryptolaemus montrouzieri Mulsant, 1853 et Novius koebelei (en) Olliff. Toutes ces introductions, sauf la deuxième, réussissent. N. koebelei a été également utilisée contre les cochenilles du cotonnier (Gossypium sp.).
Le 30 septembre 1893, il est engagé par le bureau de l’agriculture et de la forêt du gouvernement provisoire d’Hawaii et Koebele démissionne de son emploi au ministère de l’agriculture américain. De 1894 à 1895, il voyage en Australie, à Ceylan, en Chine et au Japon pour y trouver des espèces prédatrices utiles pour lutter contre les nuisibles de l’île. De 1896 à 1897, il se rend au Mexique, en Arizona et en Californie, puis en 1899 et 1900, à nouveau en Australie, dans l’île Fidji et à Hong Kong. Il prospecte, en 1901-1902, les ennemis naturel du thé de Gambie (Lantana camara L., 1753) qui est devenu une plante envahissante à Hawaii. Il consulte Leland Ossian Howard (1857-1950) à Washington et Otto Herman Swezey (en) (1859-1959) dans l’Ohio, il tente d’introduire certaines espèces de fourmis de la famille des Dryinidae mais sans succès. En 1904, Koebele part avec Robert Cyril Layton Perkins (1866-1955) à la recherche de Cicadellidae parasites en Australie. Perkins repart bientôt et Koebele continue seul. Il récolte, dans le Queensland, un nombre important d’œufs d’Anagrus optabilis (en) (Perkins, 1905) et d’Aprostocetus beatus (nl) (Perkins, 1906). Le deuxième permet, après son introduction à Hawaii de limiter avec succès le ravageur de canne à sucre, Perkinsiella saccharicida Kirkaldy, 1903, introduit accidentellement du Queensland. Il voyage ensuite à Ceylan, en Chine et au Japon, toujours à la recherche d’espèces utiles. Sa dernière expédition le conduit, de 1906 à 1908, au Mexique pour découvrir des parasites des ravageurs de la canne à sucre ainsi que du diptère, Haematobia irritans (Linnaeus, 1758), parasite des troupeaux.
Koebele part, à la fin 1908, dans sa ville natale de Waldkirch afin de retrouver sa santé, très altérée par ses nombreuses expéditions dans des régions tropicales. Il continue de travailler sur le parasite du diptère mais les espèces qu’il envoie à Hawaii n’y rencontrent aucun succès. En 1910, sa santé est telle qu’il doit abandonner presque toutes ses fonctions. Arrive alors la Première Guerre mondiale qui le prive des ressources venant des États-Unis, sa femme et lui connaissent une grande misère. Après la guerre, son fils tente d’obtenir de l’organisation des planteurs de canne à sucre les moyens financiers pour rapatrier son père à Alameda mais la santé de celui-ci est si mauvaise qu’il ne peut voyager. Il meurt quelques années plus tard.

## Source
- Edward Oliver Essig (1931). A History of Entomology. Mac Millan (New York) : vii + 1029 p.